# Siphona podacina
Siphona podacina är en tvåvingeart som först beskrevs av Robineau-desvoidy 1830.  Siphona podacina ingår i släktet Siphona och familjen parasitflugor.
Artens utbredningsområde är Frankrike. Inga underarter finns listade i Catalogue of Life.